# La Salina (Casanare)
La Salina est une municipalité située dans le département de Casanare, en Colombie.